# 圣撒比诺主教座堂

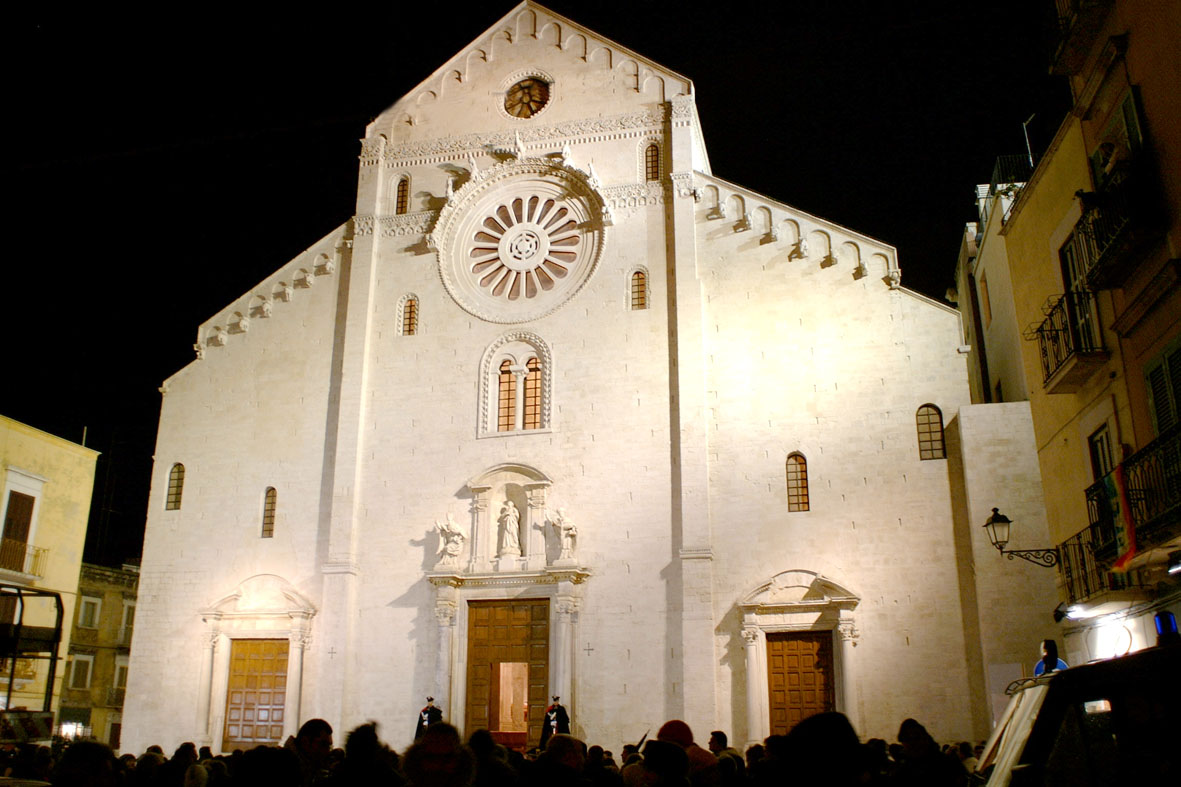
立面

41°07′43″N 16°52′06″E / 41.12851°N 16.86838°E
圣撒比诺主教座堂（義大利語：Cattedrale di San Sabino），又名巴里主教座堂（Duomo di Bari），是天主教巴里-比通托总教区的主教座堂，位于意大利巴里，虽然不及该城的圣尼各老圣殿著名。
该堂供奉嘉诺沙主教圣撒比诺，其遗体在9世纪被带到这里。
目前的建筑建于12世纪末到13世纪初，修建在1156年被“恶人”西西里的古列尔莫一世毁坏的拜占庭帝国主教座堂遗址上。

## 图集

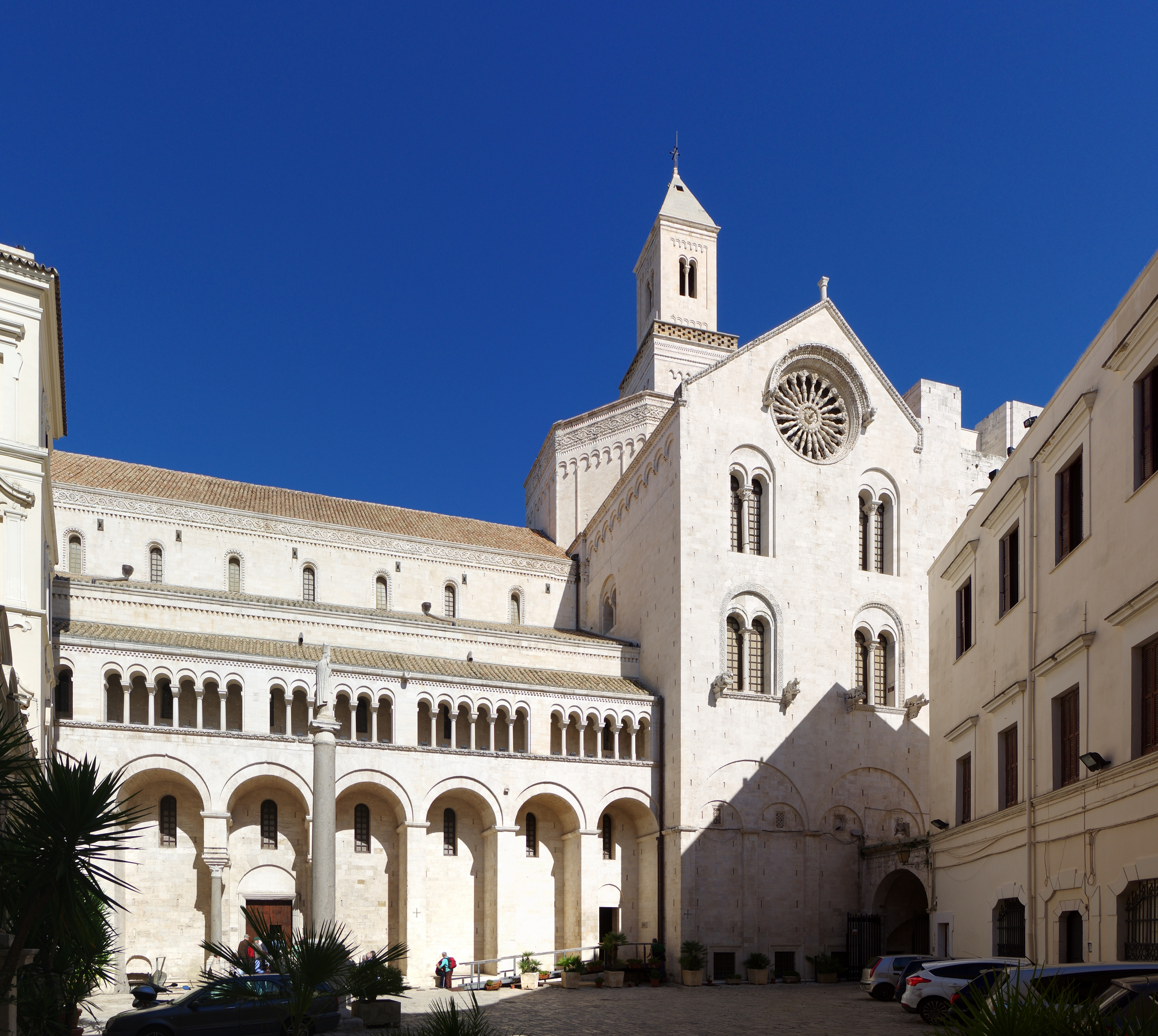
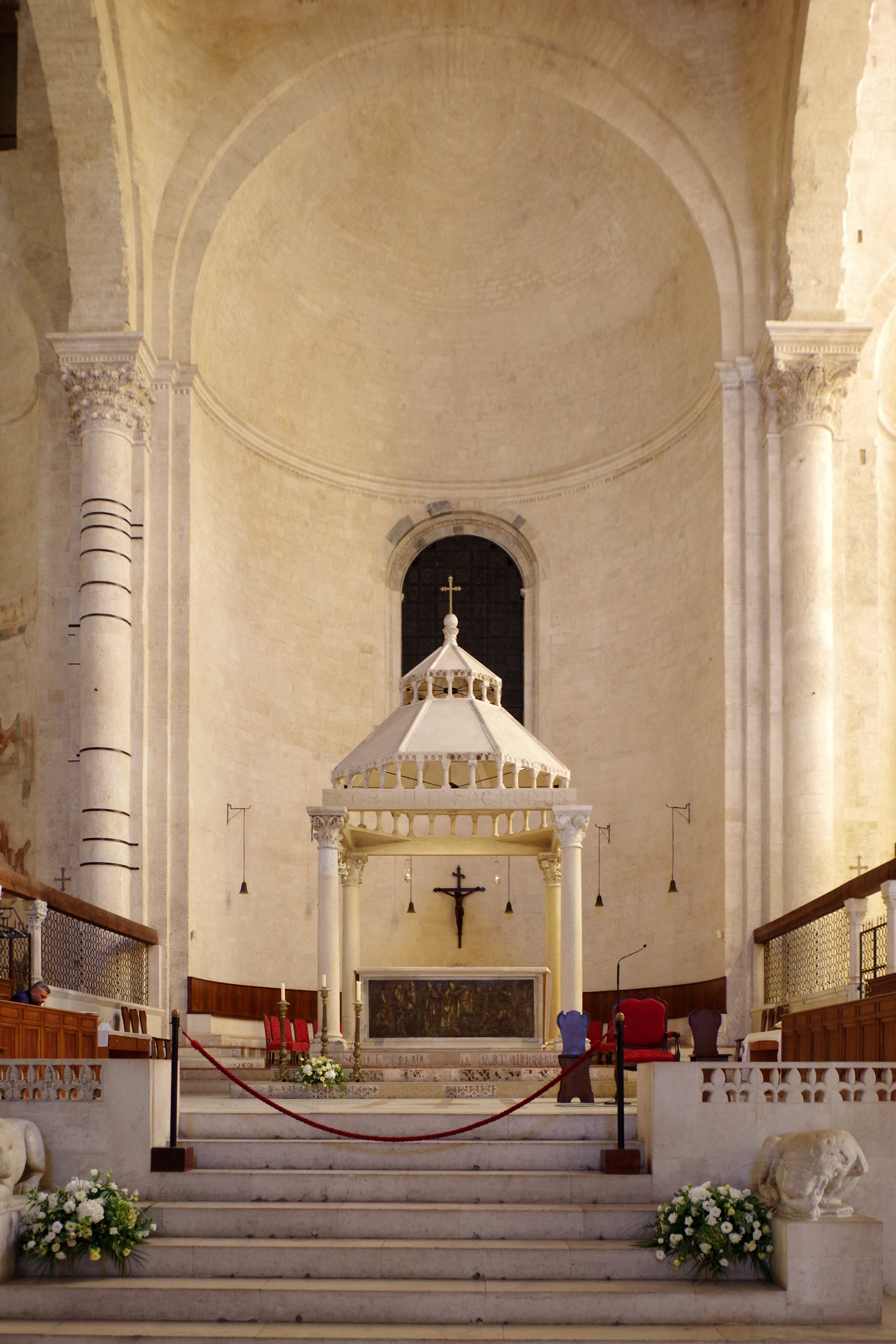
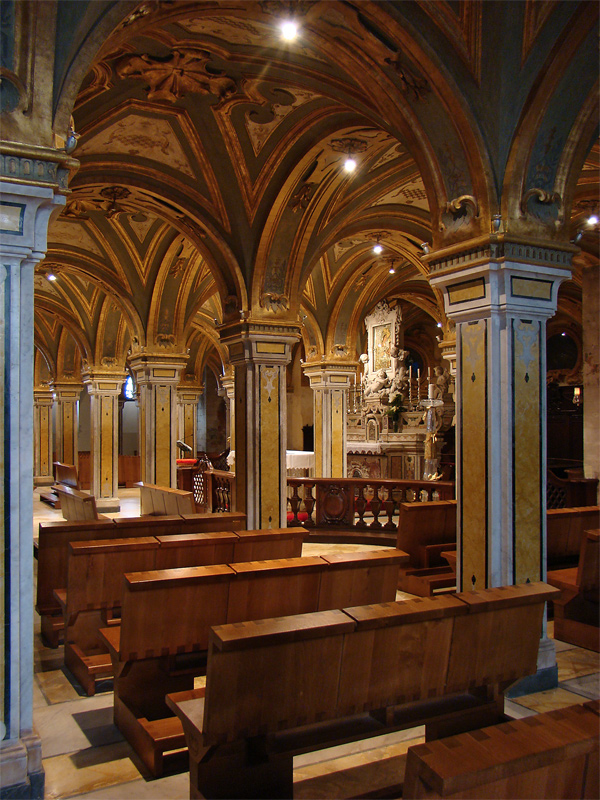

## 延伸阅读
- Barracane, Gaetano, and Cioffari, Gerardo, 1989: Le chiese di Bari antica. Bari, Mario Adda Editore